# Jean-Charles Nicaise Perrin

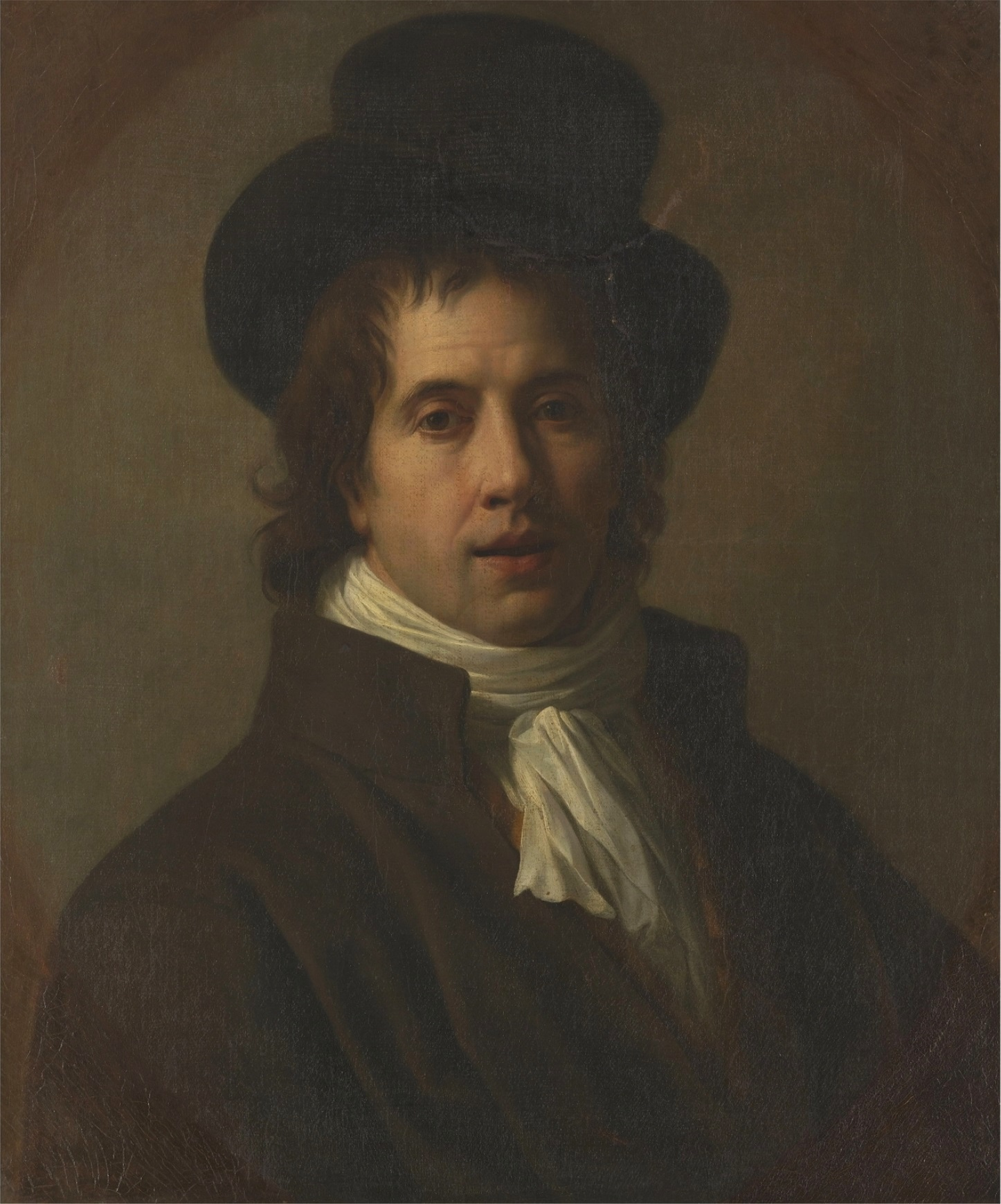
Autorretrato (antes de 1800)

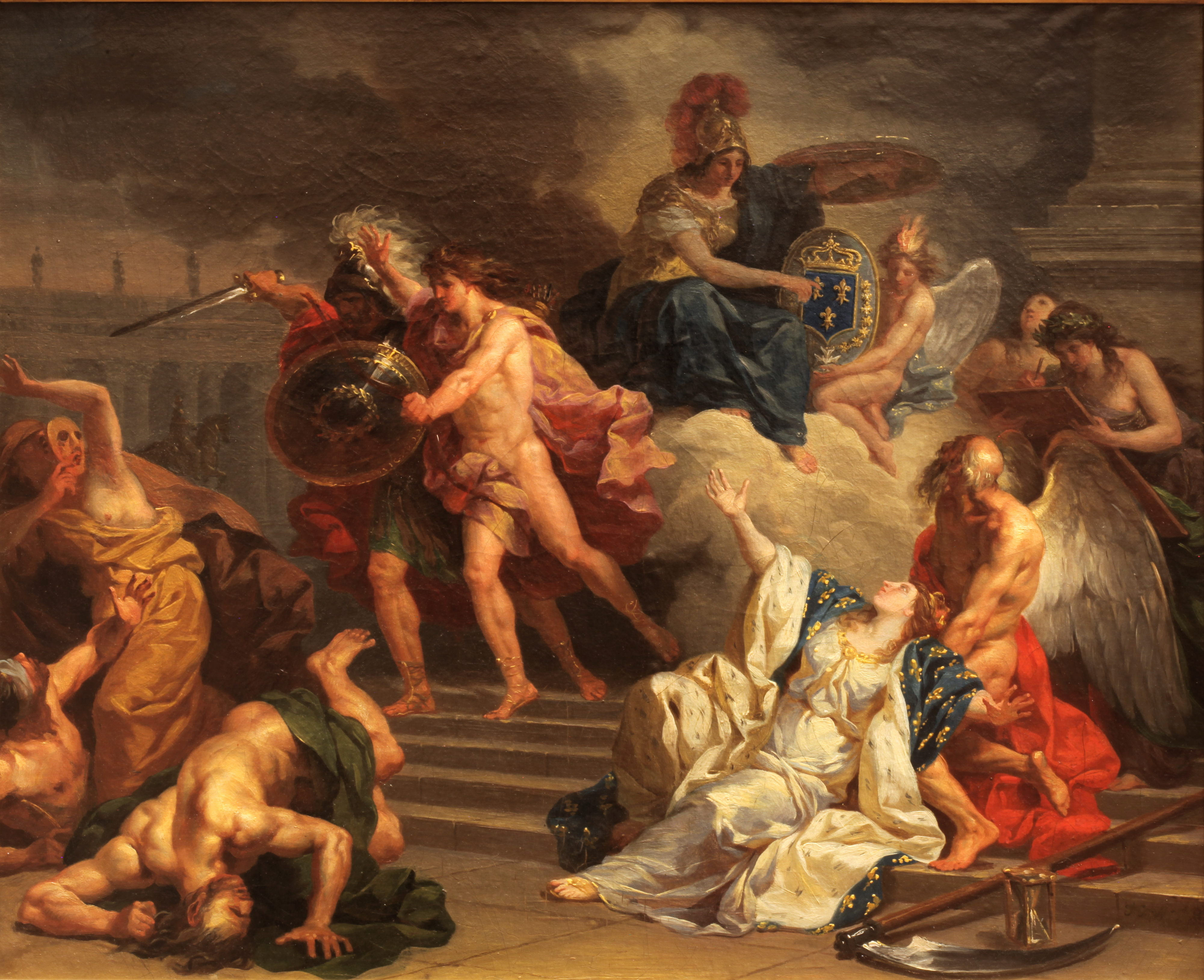
Francia consolada por el tiempo (fecha desconocida)

Jean-Charles Nicaise Perrin (12 de octubre de 1754, en París - 23 de septiembre de 1831, en París) fue un pintor neoclásico francés, principalmente de escenas históricas y bíblicas. Durante el Imperio, produjo alegorías patrióticas. 

## Biografía
A la edad de dieciocho años, obtuvo puestos en los talleres de Gabriel-François Doyen y Louis Jean-Jacques Durameau . Hizo varios intentos de ganar el Premio de Roma, sin éxito, aunque logró obtener el segundo lugar tres veces. Sin embargo, en la tercera ocasión, en 1780, se le otorgó la beca porque el ganador del primer premio, Jean-Pierre Saint-Ours, resultó ser ciudadano suizo y fue declarado inelegible para optar al premio.
Estuvo en Roma desde 1780 hasta 1784 y se sintió atraído por las obras de Guercino y, especialmente, de Caravaggio; haciendo una copia meticulosa de " El Entierro de Cristo ", que ahora se encuentra en la École Nationale Supérieure des Beaux-Arts . En 1783, se le encargó pintar la muerte de Sofonisba para el cardenal Bernis . 
Después de regresar a París, fue admitido en la Academia Real de Pintura y Escultura en 1787 por su interpretación de la curación de Eneas, lo que resultó en una avalancha de encargoss. En 1788, produjo un lienzo sobre la muerte de Séneca ordenado por el conde de Angiviller en nombre del rey Luis XVI . 
En 1804, los agentes de Napoleón encargaron un retrato del mariscal Jean Lannes para el "Salón de los Mariscales" en el Palacio de las Tullerías . Ese mismo año, pintó la Asunción de María para el altar mayor de la catedral de Montpellier . En 1806, creó "Francia, apoyada por la religión, consagrando banderas llevadas del enemigo a Notre-Dame-de-Gloire", un mural patriótico para la capilla personal del emperador en las Tullerías. Expuso regularmente en el Salón hasta 1822. 

## Otras lecturas
- Sylvie Destas, Etude monographique du peintre Jean-Charles Nicaise Perrin 1754-1831, 1977
- Sylvain Bellenger, Un peintre sous la révolution, Jean-Charles Nicaise Perrin (1754-1831), catálogo de la exposición, Musée Girodet, Montargis, 25 de junio-15 de septiembre de 1989